# Barbirey-sur-Ouche

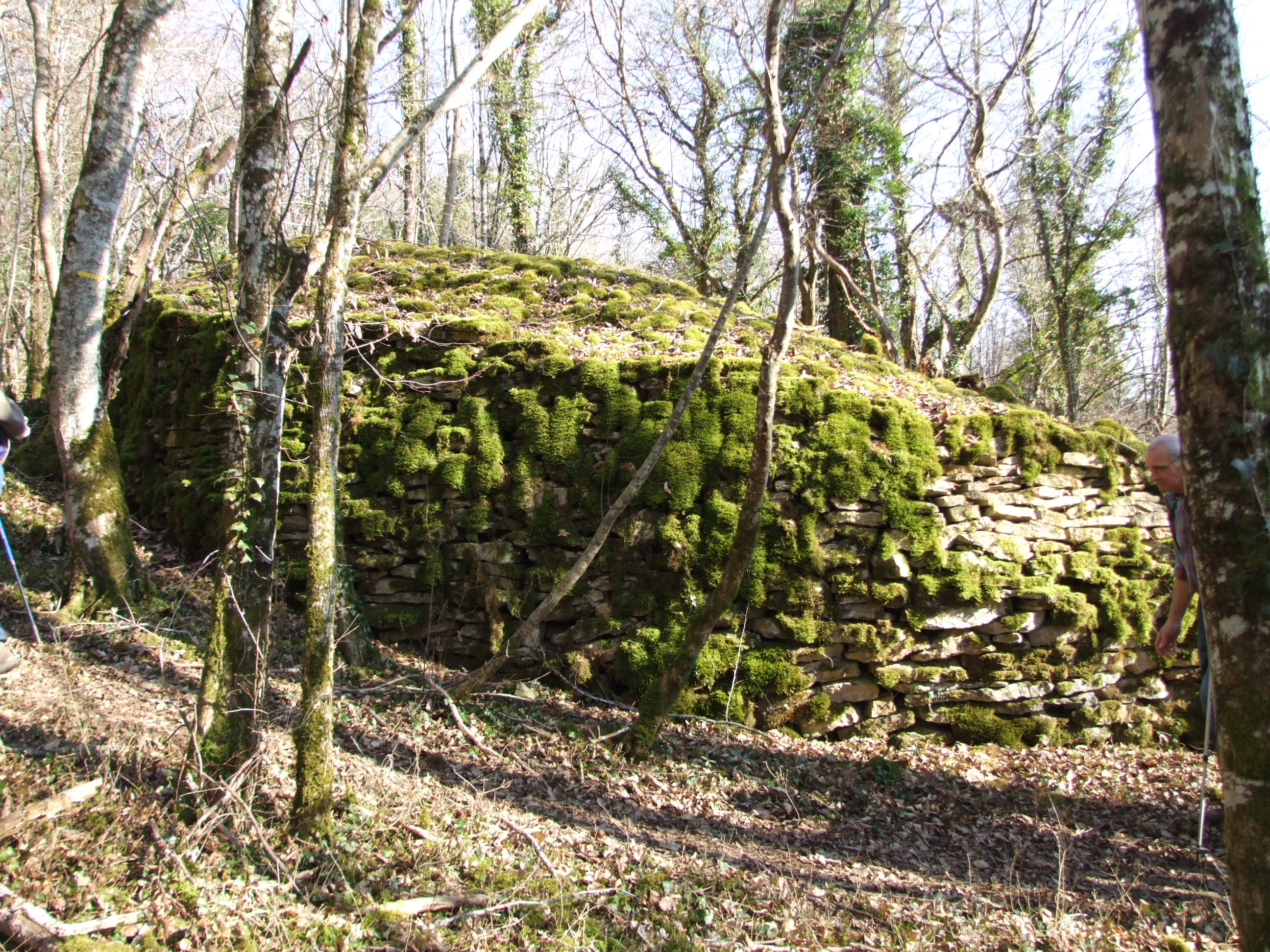
Tumulus tại Roche-Chèvre, Barbiriacum

 Barbirey-sur-Ouche  là một xã ở tỉnh Côte-d'Or trong vùng Bourgogne-Franche-Comté, phía đông nước Pháp. Khu vực này có độ cao trung bình 300 mét trên mực nước biển.

## Biến động dân số
| Năm    | 1962 | 1968 | 1975 | 1982 | 1990 | 1999 | 2006 | 2007 |
| ------ | ---- | ---- | ---- | ---- | ---- | ---- | ---- | ---- |
| Dân số | 111  | 124  | 108  | 140  | 177  | 224  | 267  | 273  |